# Béla Novitzky
Béla Novitzky, též Vojtech Novitzký (4. března 1933 Lučenec – 18. února 2006 Košice), byl slovenský a československý politik maďarské národnosti, po sametové revoluci politik a poslanec Sněmovny národů za Maďarské křesťanskodemokratické hnutí, později vyloučen z MKDH, člen formace Maďarská ľudová strana.

## Biografie
Ve volbách roku 1990 zasedl do slovenské části Sněmovny národů (volební obvod Východoslovenský kraj) za Maďarské kresťanskodemokratické hnutie, respektive za koalici hnutí Együttélés a Maďarského křesťanskodemokratického hnutí. V lednu 1991 se spolu s několika dalšími politiky MKDH obrátili otevřeným dopisem na vedení strany s kritikou jejich taktiky, která měla být příčinou neúspěchu strany v komunálních volbách roku 1990. V dubnu 1991 na sjezdu MKDH utvořil Novitzky a další straničtí kritici Demokratickou frakci, ale byli ze strany vyloučeni. Proti jejich vyloučení se ovšem v květnu 1991 postavila košická organizace MKDH s tím, že šlo o nelegální krok. Tehdy přešel Novitzky do poslaneckého klubu nazvaného Együttélés-Maďarské křesťanskodemokratické hnutí. V lednu 1992 požádal on a další kolegové o uznání samostatné parlamentní frakce MĽS. Ve Federálním shromáždění setrval do konce funkčního období parlamentu, tedy do voleb roku 1992.